# Ostrovica (Słowenia)
Ostrovica – wieś w Słowenii, w gminie Hrpelje-Kozina. W 2018 roku liczyła 10 mieszkańców.